# Estación Colonia Tirolesa
Estación Colonia Tirolesa es una localidad argentina en el departamento Colón de la Provincia de Córdoba. Se desarrolló sobre la estación del ferrocarril homónima, distante 4 km al sur de Colonia Tirolesa, localidad de la cual depende administrativamente.
La estación de ferrocarril fue declarada de Interés Histórico, fue levantada en los años 1970. La estación cumple actualmente funciones de escuela, estando en muy buen estado de conservación.